# کندی ترگونینگ
کندی گوردون فیلیپ ترگونینگ (به انگلیسی: Kennedy Gordon Phillip Tregonning) (متولد ۱۳ ژوئن ۱۹۲۳ - درگذشت ۲۰ ژوئیه ۲۰۱۵) MBE افسر بریتانیایی-استرالیایی در نیروی هوایی سلطنتی استرالیا و خبرنگار و تاریخ‌دان در زمینه آسیای مدرن جنوب‌شرقی بود از سال ۱۹۵۸ تا ۱۹۶۶ او استاد تاریخ در دانشگاه سنگاپور بود.

## زندگی اولیه
ترگونینگ در تاریخ ۱۳ ژوئن ۱۹۲۳ در پرت، استرالیا غربی به دنیا آمد، پسر یک افسر ارتش بریتانیایی-استرالیایی و پزشک به نام دونالد آر. سی. ترگنینگ و همسرش فلورانس اگر. او تحصیلات خود را در مدرسه کریست چرچ گرامر و سپس در مدرسه هیل گذراند. در سال ۱۹۴۱، ترگنینگ داوطلبانه به ارتش استرالیا پیوست و ابتدا در ارتش خدمت کرد و سپس به‌عنوان افسر در نیروی هوایی سلطنتی استرالیا فعالیت کرد. او در طول جنگ جهانی دوم به‌عنوان خلبان بمب‌افکن در انگلستان خدمت کرد و در میدان جنگ حضور داشت. سپس به نیروی دریایی سلطنتی بریتانیا پیوست و در مالایای بریتانیا خدمت کرد.
پس از جنگ جهانی دوم، ترگونینگ برای تحصیلات دانشگاهی خود به استرالیا بازگشت و در دانشگاه آدلاید تحصیل کرد، جایی که شاگرد تاریخ‌نگار جی. وی. پورترس بود. ترگنینگ در سال ۱۹۴۹ با کسب مدرک دوگانه در علوم سیاسی و تاریخ فارغ‌التحصیل شد. سپس به کالج نیو، آکسفورد رفت و تاریخ شرکت بریتانیایی بورنئو شمالی را مطالعه کرد. در آکسفورد، ترگنینگ به‌عنوان یک بورسیه نافیلت فاندیشن برای مستعمرات، تحقیقات خود را در دفتر مستعمرات انجام داد. او در سال ۱۹۵۳ فارغ‌التحصیل شد.

## حرفه آکادمیک
پس از تحصیلات خود در آدلاید و آکسفورد، ترگنینگ در سال ۱۹۵۳ به سنگاپور سفر کرد تا به‌عنوان استاد تاریخ در دانشگاه مالایا در سنگاپور مشغول به کار شود. در سال ۱۹۵۸، او جانشین مورخ دریایی سی. نورثکوت پارکینسون در کرسی تاریخ رافلز دانشگاه سنگاپور شد، که به نام سر استمفورد رافلز نام‌گذاری شده بود.
در طول مدت اقامت خود در سنگاپور، ترگنینگ در سال ۱۹۶۰ مجله تاریخ آسیای جنوب‌شرقی را تأسیس کرد، که توسط انتشارات دانشگاه کمبریج منتشر می‌شد. او همچنین چندین کتاب منتشر کرد، از جمله تاریخ مدرن صباح (بورنئو شمالی، ۱۸۸۱-۱۹۶۳) و بریتانیایی‌ها در مالایا: چهل سال اول ۱۷۸۶-۱۸۲۶. کتاب بورنئو شمالی که توسط دفتر مطبوعات سلطنتی در سال ۱۹۶۰ منتشر شد، با مقدمه‌ای از سر وینستون چرچیل به چاپ رسید. ترگنینگ در آن زمان با افرادی همچون لی کوان یو، جواهر لال نهرو، حبیب بورقیبه و نورودوم سیهانوک در ارتباط بود. از جمله دانشجویان او در سنگاپور می‌توان به دیپلمات‌هایی همچون چیانگ های دینگ و وونگ لین کن اشاره کرد.
در سال ۱۹۶۷، ترگنینگ به استرالیا بازگشت و به‌عنوان مدیر مدرسه هیل مشغول به کار شد. از جمله دانش‌آموزان او در آنجا می‌توان به دیپلمات جان کینگ آتکینز، ژنرال ارتش استرالیا دانیل مک‌دانیل و آهنگساز اش گیبسون گریگ اشاره کرد. پس از بازنشستگی از مدرسه هیل در سال ۱۹۸۸، ترگنینگ به کمیته رسمی مبارزه با فساد منصوب شد و تا سال ۱۹۹۳ در آنجا خدمت کرد.
ترگنینگ همچنین در نقش مشاور برای کمیته دائمی امور خارجه و دفاع سنای استرالیا فعالیت کرد و عضو هیئت‌مدیره باله غرب استرالیا بود.